# Wybory do Parlamentu Europejskiego w Grecji w 2014 roku
Wybory do Parlamentu Europejskiego VIII kadencji w Grecji zostały przeprowadzone 25 maja 2014. Grecy wybrali 21 eurodeputowanych. Frekwencja wyniosła 59,96%.

## Wyniki wyborów
| Lista wyborcza                  | Głosy     | %     | Mandaty | Zmiana |
| ------------------------------- | --------- | ----- | ------- | ------ |
| Syriza                          | 1 518 608 | 26,57 | 6       | +5     |
| Nowa Demokracja                 | 1 298 713 | 22,72 | 5       | −3     |
| Złoty Świt                      | 536 910   | 9,39  | 3       | +3     |
| Drzewo Oliwne                   | 458 403   | 8,02  | 2       | −6     |
| To Potami                       | 377 438   | 6,60  | 2       | +2     |
| Komunistyczna Partia Grecji     | 349 255   | 6,11  | 2       | –      |
| Niezależni Grecy                | 197 701   | 3,46  | 1       | +1     |
| Ludowe Zgromadzenie Prawosławne | 154 027   | 2,69  | 0       | −2     |
| Greccy Obywatele Europejscy     | 82 350    | 1,44  | 0       | –      |
| Demokratyczna Lewica            | 68 873    | 1,20  | 0       | –      |
| Unia na rzecz Ojczyzny i Ludu   | 59 341    | 1,04  | 0       | –      |
| Partia Greckich Myśliwych       | 57 014    | 1,00  | 0       | –      |
| Most (Akcja i Odtworzyć Grecję) | 51 749    | 0,91  | 0       | –      |
| Ekolodzy-Zieloni                | 51 673    | 0,90  | 0       | −1     |
| Razem                           | 5 942 196 | 100   | 21      | −1     |